# Tyler Huntley
Tyler Isaiah Huntley (* 3. Februar 1998 in Dania Beach, Florida) ist ein US-amerikanischer American-Football-Spieler auf der Position des Quarterbacks. Aktuell spielt er für die Miami Dolphins in der National Football League (NFL). Zuvor stand er bei den Baltimore Ravens und kurzzeitig bei den Cleveland Browns unter Vertrag.

## Frühe Jahre
Huntley wurde im US-Bundesstaat Florida geboren und wuchs dort auch auf. Er besuchte die Hallandale High School in Hallandale Beach, Florida, an der er in der Footballmannschaft aktiv war. In der Footballmannschaft war er vor allem als Quarterback aktiv und konnte in den vier Jahren an der Highschool den Ball für 9053 Yards und 106 Touchdowns werfen, davon allein 3636 Yards und 42 Touchdowns bei nur 10 Interceptions in seinem letzten Jahr. Für diese Leistung wurde er zum Gatorade Football Player of the Year in Florida 2015 gewählt. 2014 traf Huntley mit seiner Mannschaft auf die Mannschaft von Lamar Jackson, seinem späteren Teamkollegen bei den Baltimore Ravens. Huntley konnte das Match mit seiner Schule gewinnen.
Nach seinem Highschoolabschluss erhielt Huntley ein Stipendium der University of Utah aus Salt Lake City, Utah, für die er ebenfalls in der Footballmannschaft aktiv war. Mit ihm erhielten noch zwei weitere Spieler der Hallandale High School Stipendien der Utah Utes, einer von ihnen war Zack Moss. Bereits in seinem Freshman-Jahr kam Huntley vereinzelt für die Utes zum Einsatz, in seinem zweiten Jahr wurde er schließlich Stammspieler auf der Position des Quarterbacks. Insgesamt kam er in 37 Spielen zum Einsatz und konnte dabei den Ball für 7351 Yards und 46 Touchdowns bei nur 20 Interceptions werfen. 2016 konnte er sein Team zu einem Sieg im Foster Farmer Bowl, 2017 im Heart of Dallas Bowl führen. Daneben erreichte er mit seinem Team sowohl 2018 als auch 2019 das Pac-12-Conference Championship Game, das jedoch beide Male verloren wurde. Für seine Leistungen in der Saison 2019, in der er 3092 Yards und 19 Touchdowns bei nur vier Interceptions warf, wurde er ins First-Team All-Pac-12 berufen. Er beendete seine College-Karriere mit einem Bachelor-Abschluss in Soziologie.

## NFL
Beim NFL-Draft 2020 wurde Huntley von keinem Team ausgewählt. So unterschrieb er im April 2020 einen Vertrag als Undrafted Free Agent bei den Baltimore Ravens. Zu Saisonbeginn war er Teil des Practice Squads und war nur der vierte Quarterback der Ravens hinter Lamar Jackson, Robert Griffin III und Trace McSorley. Aufgrund einiger COVID-19-bedingter Ausfälle wurde Huntley gegen Ende der Saison mehrmals in den Spieltagskader berufen. Sein NFL-Debüt gab er schließlich am 15. Spieltag der Saison 2020 beim 40:14-Sieg gegen die Jacksonville Jaguars, bei dem er Lamar Jackson im 4. Quarter ersetzte und den Ball insgesamt für 7 Yards warf sowie mit dem Ball für 18 Yards lief. Beim 38:3-Sieg gegen die Cincinnati Bengals am 17. Spieltag kam er erneut zu einem Kurzeinsatz. Insgesamt kam er in seiner Rookie-Saison so in zwei Spielen zum Einsatz und konnte den Ball für 15 Yards werfen sowie mit dem Ball für 23 Yards laufen. Da die Ravens in dieser Saison 11 Spiele gewannen und nur 5 verloren, konnten sie sich für die Playoffs qualifizieren. Während Huntley beim 20:13-Sieg gegen die Tennessee Titans in der 1. Runde noch keine Einsatzzeit bekam, kam er beim Spiel gegen die Buffalo Bills in der 2. Runde erneut zum Einsatz, nachdem sich Lamar Jackson verletzt hatte. So spielte er in seinem Postseason-Debüt im vierten Quarter und konnte dabei den Ball für 60 Yards werfen und mit dem Ball für 32 Yards laufen, die 3:17-Niederlage jedoch nicht verhindern.
Zur Saison 2021 wurde Huntley zum festen Backup-Quarterback der Ravens hinter Lamar Jackson. Er kam zu Saisonbeginn jedoch fast gar nicht zum Einsatz. Am 11. Spieltag der Saison kam er zu seinem ersten Einsatz als Starter, nachdem Lamar Jackson kurzfristig erkrankt war. Beim 16:13-Sieg gegen die Chicago Bears konnte Huntley den Ball für 216 Yards werfen, musste aber eine Interception hinnehmen. Bei der 22:24-Niederlage gegen die Cleveland Browns am 14. Spieltag kam er erneut zum Einsatz, nachdem sich Jackson im 1. Quarter verletzt hatte. Er konnte den Ball für 270 Yards, bis dato seine Karrierehöchstleistung, sowie seinen ersten Touchdownpass zu Mark Andrews werfen. Bei der 30:31-Niederlage gegen die Green Bay Packers am folgenden Spieltag konnte er sogar zwei Touchdowns werfen und zusätzlich noch zwei Touchdowns erlaufen, das Spiel wurde allerdings in letzter Sekunde verloren, nachdem eine Two-Point-Conversion der Ravens gescheitert war. Am 25. Dezember 2021 wurde bekannt, dass Huntley positiv auf das Coronavirus getestet worden war. So verpasste er das Spiel am 16. Spieltag gegen die Cincinnati Bengals. Er kehrte am 17. Spieltag bei der 19:20-Niederlage gegen die Los Angeles Rams zurück, bei der er erneut Starter als Quarterback war. Auch im letzten Saisonspiel, einer 13:16-Niederlage gegen die Pittsburgh Steelers, war Huntley Starter seines Teams.
Auch in der Saison 2022 blieb er Backup hinter Jackson. In der ersten Saisonhälfte kam er so nicht zum Einsatz. Am 13. Spieltag beim 10:9-Sieg gegen die Denver Broncos verletzte sich Jackson jedoch am Knie, sodass er die restliche Saison verletzungsbedingt ausfiel. Für ihn wurde Huntley zum Starter ernannt. Beim 17:9-Sieg gegen die Atlanta Falcons am 16. Spieltag konnte er seinen ersten Touchdownpass der Saison werfen. Insgesamt beendete er die Regular Season mit sechs Einsätzen, davon vier als Starter, bei denen er den Ball für 659 Yards und zwei Touchdowns bei drei Interceptions werfen konnte. Trotz dieser eher mauen Statistiken wurde er zur allgemeinen Überraschung in den Pro Bowl 2022 berufen. Außerdem qualifizierte er sich mit den Ravens für die Playoffs, wobei sie jedoch bereits in der ersten Runde mit 17:24 gegen die Cincinnat Bengals ausschieden. Huntley konnte in seinem ersten Postseason-Start 17 Pässe für 229 Yards und zwei Touchdowns bei einer Interception werfen. Zur Saison 2023 kehrte er wieder in seine angestammte Backup-Rolle hinter Jackson zurück. Er kam in der Saison zu einigen Kurzeinsätzen, zumeist wenn die Spiele bereits entschieden waren. Am 18. Spieltag kam er bei der 10:17-Niederlage gegen die Pittsburgh Steelers auch als Starter zum Einsatz und warf einen Touchdown.
Im März 2024 nahmen die Cleveland Browns Huntley unter Vertrag. Er wurde von den Browns Ende August 2024 vor Beginn der Regular Season entlassen. Daraufhin schloss Huntley sich dem Practice Squad der Baltimore Ravens an.
Da der etatmäßige Quarterback der Miami Dolphins, Tua Tagovailoa, verletzungsbedingt auf die Injured Reserve List gesetzt wurde und erst kurz zuvor ihr dritter Quarterback Mike White das Franchise in Richtung Buffalo verlassen hatte, wurde Huntley am 16. September 2024 von den Dolphins verpflichtet, um den drohenden Engpass auf dieser Position auszugleichen.

## Karrierestatistiken
| Legende | Legende            |
| ------- | ------------------ |
| Fett    | Karrierehöchstwert |

### Regular Season
| Saison                             | Team             | Spiele | Spiele  | Geworfen | Geworfen | Geworfen | Geworfen | Geworfen | Geworfen | Geworfen | Geworfen | Geworfen | Gelaufen | Gelaufen | Gelaufen | Gelaufen | Gelaufen | Sacks  | Sacks | Fumbles | Fumbles  | TD gesamt |
| Saison                             | Team             | Gesamt | Starter | Pässe    | Versuche | %        | Yards    | Avg      | Lang     | TD       | Int      | Rating   | Versuche | Yards    | Avg      | Lang     | TD       | Anzahl | Yards | Gesamt  | Verloren | TD gesamt |
| ---------------------------------- | ---------------- | ------ | ------- | -------- | -------- | -------- | -------- | -------- | -------- | -------- | -------- | -------- | -------- | -------- | -------- | -------- | -------- | ------ | ----- | ------- | -------- | --------- |
| 2020                               | Ravens           | 2      | 0       | 3        | 5        | 60,0     | 15       | 3,0      | 8        | 0        | 0        | 64,6     | 10       | 23       | 2,3      | 19       | 0        | 0      | 0     | 0       | 0        | 0         |
| 2021                               | Ravens           | 7      | 4       | 122      | 188      | 64,9     | 1081     | 5,8      | 43       | 3        | 4        | 76,6     | 47       | 294      | 6,3      | 21       | 2        | 18     | 107   | 4       | 3        | 5         |
| 2022                               | Ravens           | 6      | 4       | 75       | 112      | 67,0     | 658      | 5,9      | 40       | 2        | 3        | 77,2     | 43       | 137      | 3,2      | 14       | 1        | 7      | 34    | 3       | 0        | 3         |
| 2023                               | Ravens           | 5      | 1       | 21       | 37       | 56,8     | 203      | 5,5      | 27       | 3        | 0        | 99,3     | 15       | 55       | 3,7      | 11       | 0        | 4      | 28    | 0       | 0        | 3         |
| 2024                               | Dolphins         | 5      | 5       | 86       | 133      | 64,7     | 829      | 6,2      | 25       | 3        | 3        | 80,1     | 26       | 135      | 5,2      | 20       | 2        | 15     | 92    | 6       | 2        | 5         |
| Gesamte Karriere                   | Gesamte Karriere | 25     | 14      | 307      | 475      | 64,6     | 2786     | 5,9      | 43       | 11       | 10       | 79,3     | 141      | 644      | 4,6      | 21       | 5        | 44     | 261   | 13      | 5        | 16        |
| Quelle: pro-football-reference.com |                  |        |         |          |          |          |          |          |          |          |          |          |          |          |          |          |          |        |       |         |          |           |

### Playoffs
| Saison                             | Team             | Spiele | Spiele  | Geworfen     | Geworfen     | Geworfen     | Geworfen     | Geworfen     | Geworfen     | Geworfen     | Geworfen     | Geworfen     | Gelaufen     | Gelaufen     | Gelaufen     | Gelaufen     | Gelaufen     | Sacks        | Sacks        | Fumbles      | Fumbles      | TD gesamt    |
| Saison                             | Team             | Gesamt | Starter | Pässe        | Versuche     | %            | Yards        | Avg          | Lang         | TD           | Int          | Rating       | Versuche     | Yards        | Avg          | Lang         | TD           | Anzahl       | Yards        | Gesamt       | Verloren     | TD gesamt    |
| ---------------------------------- | ---------------- | ------ | ------- | ------------ | ------------ | ------------ | ------------ | ------------ | ------------ | ------------ | ------------ | ------------ | ------------ | ------------ | ------------ | ------------ | ------------ | ------------ | ------------ | ------------ | ------------ | ------------ |
| 2020                               | Ravens           | 1      | 0       | 6            | 13           | 46,2         | 60           | 4,6          | 29           | 0            | 0            | 59,8         | 3            | 32           | 10,7         | 19           | 0            | 1            | 8            | 1            | 0            | 0            |
| 2022                               | Ravens           | 1      | 1       | 17           | 29           | 58,6         | 226          | 7,8          | 41           | 2            | 1            | 92,0         | 9            | 54           | 6,0          | 35           | 0            | 2            | 17           | 1            | 1            | 2            |
| 2023                               | Ravens           | 0      | 0       | ohne Einsatz | ohne Einsatz | ohne Einsatz | ohne Einsatz | ohne Einsatz | ohne Einsatz | ohne Einsatz | ohne Einsatz | ohne Einsatz | ohne Einsatz | ohne Einsatz | ohne Einsatz | ohne Einsatz | ohne Einsatz | ohne Einsatz | ohne Einsatz | ohne Einsatz | ohne Einsatz | ohne Einsatz |
| Gesamte Karriere                   | Gesamte Karriere | 2      | 1       | 23           | 42           | 54,8         | 286          | 6,8          | 41           | 2            | 1            | 82,0         | 12           | 86           | 7,2          | 35           | 0            | 3            | 25           | 2            | 1            | 2            |
| Quelle: pro-football-reference.com |                  |        |         |              |              |              |              |              |              |              |              |              |              |              |              |              |              |              |              |              |              |              |